# Juha Sten
Juha Tapio Sten (Turku, 23 dicembre 1983) è un ex cestista e allenatore di pallacanestro finlandese.